# Paavo Rintala

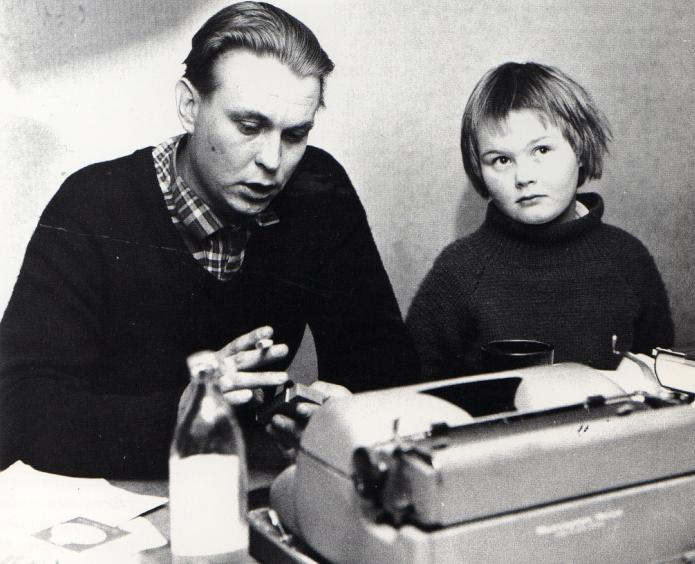
Paavo Rintala 1962

Paavo Rintala (* 20. September 1930 in Viipuri; † 8. August 1999 in Kirkkonummi) war ein finnischer Schriftsteller.

## Leben
Rintala machte 1951 sein Abitur in Oulu, wohin die Familie infolge des Winterkriegs evakuiert worden war. Nach seinem Wehrdienst folgten einige Jahre an der Universität Helsinki, wo er Theologie, Literatur und Sozialwissenschaften studierte. Er schloss das Studium jedoch nicht ab und publizierte 1954 seinen ersten Roman. 1960 zog er mit seiner Familie nach Kirkkonummi, wo er bis zu seinem Tode lebte. Rintala war verheiratet mit Raili Pihkala, einer Tochter des finnischen Leichtathleten und Sportfunktionärs Lauri Pihkala. Das Paar hatte vier Töchter.

## Werk
Zentral in Rintalas Werk steht der Zweite Weltkrieg beziehungsweise der Fortsetzungskrieg Finnlands in den Jahren 1941 bis 1944. Dabei verwischt er die Grenze zwischen Fiktion und Dokumentation, sodass seine Bücher als „Dokumentarromane“ bezeichnet worden sind. Unterstrichen wird dies auch durch seine Arbeitsweise, bei der er Tonbandaufzeichnungen, Tagebuchnotizen und Briefe von Soldaten benutzte. Mit seiner Technik wurde er in den 1960er-Jahren zum Vorläufer eines neuen Literaturstils, bei dem das Tonband das wichtigste Hilfsmittel war. Nicht zufällig kommt das Wort „Stimmen“ (finn. äänet) in mehreren Buchtiteln vor.
Innerhalb der finnischen Literatur ist Rintala mit Väinö Linna, Veijo Meri und Antti Hyry verglichen worden, wobei er als „der klarste Moralist unter den Autoren der fünfziger Jahre“ bezeichnet worden ist. Mehrere seiner Bücher sind erfolgreich verfilmt worden.

## Auszeichnungen
- 1956 Staatlicher Literaturpreis Finnlands
- 1963 Staatlicher Literaturpreis Finnlands
- 1966 Staatlicher Literaturpreis Finnlands
- 1971 Pro Finlandia Medaille
- 1972 Staatlicher Literaturpreis Finnlands
- 1973 Staatlicher Literaturpreis Finnlands
- 1991 Staatlicher Literaturpreis Finnlands
- 1994 Runeberg-Preis

## Bibliografie
- Kuolleiden evankeliumi. Helsinki: Otava 1954. 197 S.
- Rikas ja köyhä. Helsinki: Otava 1955. 382 S.
- Lakko. Helsinki: Otava 1956. 485 S.
- Pojat. Helsinki: Otava 1958. 319 S.
- Pikkuvirkamiehen kuolema. Helsinki: Otava 1959. 262 S.
- Jumala on kauneus. Helsinki: Otava 1959. 285 S.
- Mummoni ja Mannerheim. Helsinki: Otava 1960. 409 S.
- Mummoni ja marsalkka. Helsinki: Otava 1961. 364 S.
- Mummon ja marskin tarinat. Helsinki: Otava 1962. 484 S.
- Eino. Helsinki: Weilin + Göös 1963. 255 S.
- Sissiluutnantti. Helsinki: Otava 1963. 223 S.
- Palvelijat hevosten selässä. Helsinki: Otava 1964. 279 S.
  - Diener auf dem Pferderücken. Übersetzt von Peter Krüger. Rostock: Hinstorff 1966. 291 S.
- Keskusteluja lasten kanssa. Helsinki: Otava 1965. 177 S.
- Sukeltaja. Helsinki: Otava 1965. 129 S.
- Sotilaiden äänet. Helsinki: Weilin + Göös 1966. 357 S.
- Sodan ja rauhan äänet. Helsinki: Otava 1967. 311 S.
- Leningradin kohtalosinfonia. Helsinki: Otava 1968. 452 S.
  - Leningrader Schicksalssymphonie. Aus dem Finnischen übertragen von Peter Krüger. Rostock: Hinstorff 1970. 438 S.; 2. Auflage 1985; Lizenzausgabe: Wien: Globus-Verlag 1985. (Neuausgabe unter anderem Titel:) Die Menschen, die Stadt und der Hunger. Berichte aus der von NS-Deutschland belagerten Stadt Leningrad (1941-1943). 2022, Autonomie und Chaos, Berlin. ISBN 978-3-945980-72-9 PDF
- Napapiirin äänet. Helsinki: Weilin + Göös 1969. 274 S.
- Paasikiven aika. Helsinki: Otava 1969. 338 S.
- Vietnamin kurjet. Helsinki: Otava 1970. 122 S.
- Kekkosen aika. Helsinki: Otava 1970. 263 S.
- Viapori 1906. Helsinki: Weilin + Göös 1971. 347 S.
- Uu ja poikanen. Helsinki: Otava 1972. 99 S.
- Paavalin matkat. Helsinki: Otava 1972. 372 S.
- Kesäkuu 44. Helsinki: Otava 1974. 287 S.
- Romeo ja Julia häränvuonna. Helsinki: Otava 1974. 320 S.
- Nahkapeitturien linjalla I. Helsinki: Otava 1976. 450 S.
- Nahkapeitturien linjalla II. Helsinki: Otava 1979. 508 S.
- Dostojevskin galleriat. Helsinki: Otava 1981. 126 S.
- Velkani Karjalalle. Helsinki: Otava 1982. 94 S.
- Puolan malja. Helsinki: Otava 1982. 39 S.
- Valehtelijan muistelmat. Helsinki: Otava 1982. 490 S.
- Maatyömies ja kuu. Helsinki: Otava 1983. 173 S.
- Eläinten rauhanliike. Helsinki: Otava 1984. 182 S.
- Porvari Punaisella torilla. Helsinki: Otava 1984. 208 S.
- Vänrikin muistot. Helsinki: Otava 1985. 156 S.
- Carossa ja Anna. Helsinki: Otava 1986. 137 S.
- St. Petersburgin salakuljetus. Helsinki: Otava 1987. 345 S.
- Minä, Grünewald. Helsinki: Otava 1990. 357 S.
- Sarmatian Orfeus. Helsinki: Otava 1991. 253 S.
- Aika ja uni. Helsinki: Otava 1993. 382 S.
- Marian rakkaus. Helsinki: Otava 1994. 272 S.
  - Marias Liebe. Aus dem Finnischen von Peter Uhlmann. Leipzig: Evangelische Verlagsanstalt 2006. 288 S.
- Faustus. Helsinki: Otava 1996. 315 S.

## Hörspiele in Deutschland
- 1968: Die Geschichte vom Jungen, der in die Tiefen des Meeres tauchte – Regie: Siegfried Niemann (Hörspiel – SFB)
- 1970: Wir bombardieren heute – ihr begrabt morgen – Regie: Fritz-Ernst Fechner (Original-Hörspiel – Rundfunk der DDR)
- 1982: Wenn Gott die Sehnsucht wirklich braucht – Regie: Hans Rosenhauer (Originalhörspiel – NDR)